# 회복 (2006년 영화)
《회복》(Z Odzysku, Retrieval)은 폴란드에서 제작된 슬라보미르 파비츠키 감독의 2006년 드라마 영화이다. 야첵 브라치아크 등이 주연으로 출연하였고 루카스 드지에시올 등이 제작에 참여하였다. 제79회 아카데미상 외국어 영화 부문에 출품되었응나 후보로 지명되지 못했다. 2006년 칸 영화제의 주목할 만한 시선 부문에서 상영되었다.

## 출연

### 주연
- 야첵 브라치아크
- 안토니 파블리키
- 나탈리아 프도비나

### 조연
- 보이체흐 지엘린스키
- 예르지 트렐라
- 안제이 마스탈레시